# Literaturjahr 1868
Liste der Literaturjahre

◄◄ | ◄ | 1864 | 1865 | 1866 | 1867 | Literaturjahr 1868 | 1869 | 1870 | 1871 | 1872 | ►

Weitere Ereignisse
Dieser Artikel behandelt das Literaturjahr 1868.

## Ereignisse

### Prosa
- Fjodor Michailowitsch Dostojewski vollendet sein Werk Der Idiot, das ab Januar in Fortsetzungen in der russischen Zeitschrift Russki Westnik erscheint.
- Oktober: Die US-Amerikanerin Louisa May Alcott veröffentlicht den zwischen Mai und Juli entstandenen Roman Little Women. Aufgrund des überraschenden Erfolges beginnt sie schon im November mit der Arbeit an einem zweiten Teil.
- Von Bjørnstjerne Bjørnson erscheint der Künstlerroman Fiskerjenten.

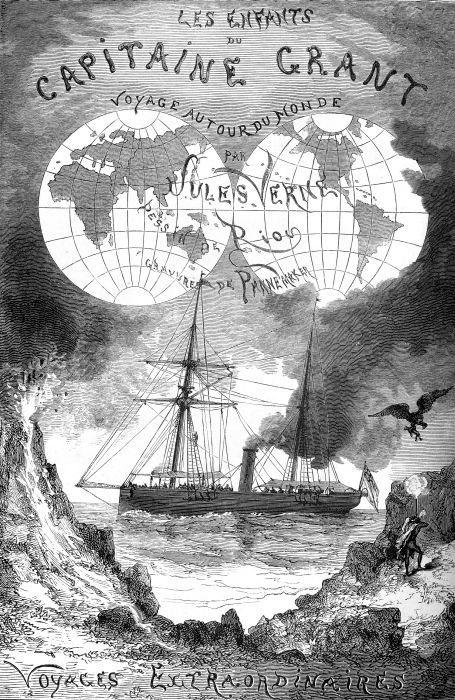
Titelblatt der französischen Originalausgabe mit einer Illustration des Zeichners Édouard Riou

- Der erste Band von Jules Vernes Roman Les Enfants du Capitaine Grant erscheint im Verlag von Pierre-Jules Hetzel.
- Jonas Breitenstein publiziert als seine letzte Buchveröffentlichung die Erzählung Jakob, der Glücksschmied. Ein Lebensbild.
- Der Kriminalroman The Moonstone (Der Monddiamant) des britischen Schriftstellers Wilkie Collins erscheint zuerst als Fortsetzungsroman in der von Charles Dickens herausgegebenen Wochenzeitschrift All the Year Round. Die Geschichte ist von Anfang an so beliebt, dass Leser beim Erscheinen jeder neuen Ausgabe der Zeitschrift Schlange stehen und Wetten über den Verbleib des Monddiamanten abschließen. Noch während Collins an der Geschichte arbeitet, wird sie von einer 26-teiligen zu einer 32-teiligen Serie verlängert. Wenig später erscheint das Werk auch in Buchform. Der Tagebuch- und Briefroman gilt als wegweisend in der Kriminalliteratur.
- Die Goldelse von E. Marlitt erscheint als Buchausgabe.
- Von Theodor Storm erscheint die Novelle In St. Jürgen.
- Der spanische Schriftsteller Benito Pérez Galdós vollendet seinen ersten Roman La Fontana de Oro.

### Lyrik

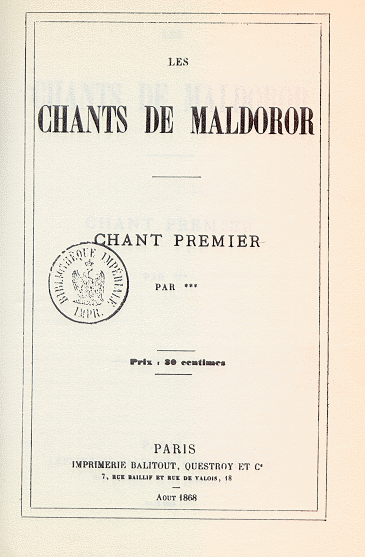
Anonyme Erstausgabe des 1. Gesangs der „Gesänge des Maldoror“ (Paris 1868)

- Herbst: Isidore Lucien Ducasse veröffentlicht anonym und auf eigene Kosten den ersten Gesang des Maldoror bei Questroy et Cie in Paris. Am 10. November schickt Ducasse einen Brief an den Dichter Victor Hugo, dem er zwei Exemplare des ersten Gesanges beilegt, und in dem er diesen um ein Empfehlungsschreiben für die weitere Veröffentlichung bittet.

### Drama
- Von Alexei Tolstoi erscheint die historische Tragödie Zar Fedor Iwanowitsch, die jedoch erst 30 Jahre später uraufgeführt wird.
- Von Alexander Ostrowski erscheint die Komödie Eine Dummheit macht auch der Gescheiteste und wird im selben Jahr uraufgeführt.

### Periodika
- Juli: Die erste Ausgabe der kalifornischen Literaturzeitschrift Overland Monthly erscheint.

- Die von Julius Stettenheim im Jahr 1862 gegründete Satirezeitschrift Hamburger Wespen wird in Berliner Wespen umbenannt, nachdem Stettenheim infolge einer Amnestierung in seine Heimatstadt zurückgekehrt ist.

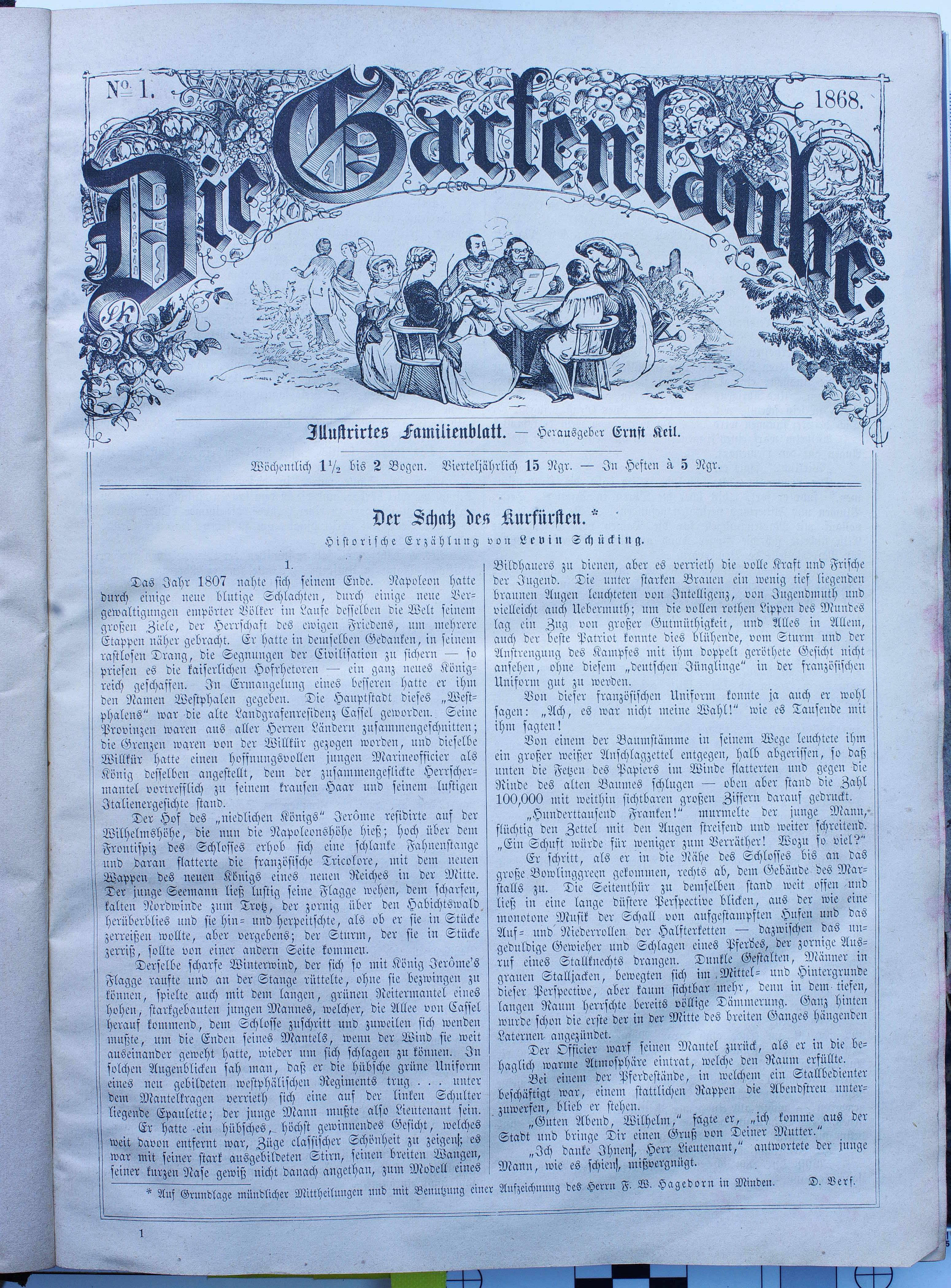
Die Gartenlaube 1868

### Wissenschaftliche Werke
- ab September: Nach einer mehrmonatigen Forschungsreise durch Griechenland und die Troas verfasst Heinrich Schliemann in Paris das Buch Ithaka, der Peloponnes und Troja.
- Der deutsche Priester und Zoologe Bernard Altum veröffentlicht sein Buch Der Vogel und sein Leben, das  unter Berücksichtigung der Funktion des Vogelgesangs als erstes eine Theorie zur Revierbildung bei Vögeln und deren Territorialverhalten enthält

## Geboren

### Erstes Halbjahr
- 4. Januar: Rudolf Lebius, deutscher Journalist († 1946)
- 10. Januar: Carl Albrecht Bernoulli, Schweizer evangelischer Theologe und Schriftsteller († 1937)
- 10. Januar: Ozaki Kōyō, japanischer Schriftsteller († 1903)
- 13. Januar: Julian Borchardt, deutscher Journalist, Autor, Herausgeber und Übersetzer († 1932)

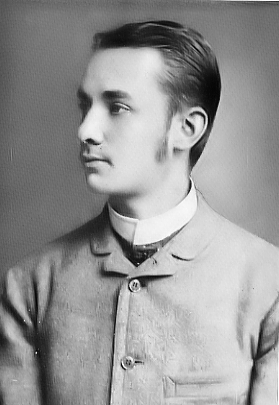
Gustav Meyrink (ca. 1886)

- 19. Jänner: Gustav Meyrink, österreichischer Schriftsteller († 1932)
- 20. Januar: Wilhelm Schäfer, deutscher Schriftsteller († 1952)
- 21. Januar: Ludwig Jacobowski, deutscher Lyriker, Schriftsteller und Publizist († 1900)

- 4. Februar: Max Paschke, deutscher Verleger († 1932)
- 5. Februar: Henri Hinrichsen, deutscher Verleger († 1942)
- 10. Februar: William Allen White, US-amerikanischer Journalist, Politiker und Schriftsteller († 1944)

- 3. März: Émile Chartier, französischer Philosoph, Schriftsteller und Journalist († 1951)
- 23. März: Dietrich Eckart, deutscher Publizist und väterlicher Freund Adolf Hitlers († 1923)

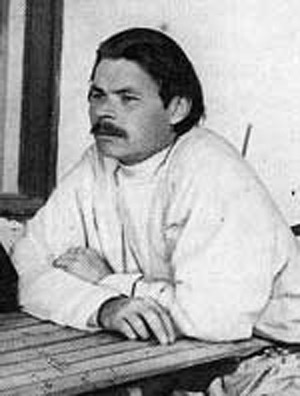
Maxim Gorki

- 28. März: Maxim Gorki, russischer Schriftsteller († 1936)

- 1. April: Edmond Rostand, französischer Theaterschriftsteller († 1918)
- 7. April: José de Castro, portugiesischer Rechtsanwalt, Journalist und Politiker, Ministerpräsident († 1929)
- 8. April: Simon Gfeller, Mundartdichter († 1943)
- 20. April: Charles Maurras, französischer Schriftsteller und politischer Publizist († 1952)
- 26. April: Max Geißler, deutscher Redakteur und Schriftsteller, Literaturwissenschaftler († 1945)

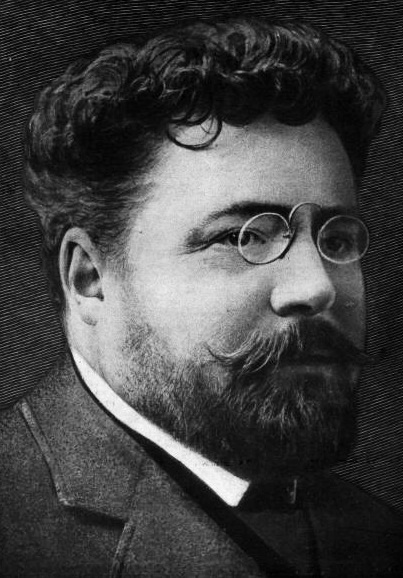
Gaston Leroux (1907)

- 6. Mai: Gaston Leroux, französischer Schriftsteller († 1927)
- 7. Mai: Stanisław Przybyszewski, polnischer Schriftsteller († 1927)
- 23. Mai: Harry Graf Kessler, deutscher Kunstsammler, Mäzen, Autor, und Diplomat († 1937)
- 28. Mai: Claude Anet, französischer Schriftsteller († 1931)

- 8. Juni: Adele Gerhard, deutsche Schriftstellerin († 1956)
- 11. Juni: Bert Bailey, australischer Schauspieler, Autor und Theaterimpresario († 1953)
- 20. Juni: Walter Bloem, deutscher Schriftsteller († 1951)

### Zweites Halbjahr
- 4. Juli: Rudolf Presber, deutscher Schriftsteller und Journalist († 1935)
- 12. Juli: Stefan George, deutscher Dichter und Schriftsteller († 1933)
- 14. Juli: Gertrude Bell, britische Reiseschriftstellerin und Historikerin († 1926)
- 17. Juli: Henri Nathansen, dänischer Schriftsteller und Theaterregisseur († 1944)
- 19. Juli: Moritz Heimann, deutscher Schriftsteller und Journalist († 1925)
- 28. Juli: Thomas Peter Krag, norwegischer Schriftsteller († 1913)

- 2. August: Theodor Wolff, deutscher Schriftsteller, Publizist und Kritiker († 1943)
- 6. August: Paul Claudel, französischer Dichter und Diplomat († 1955)
- 15. August: Jan Welzl, tschechischer Weltenbummler, Abenteurer, Erzähler, Schriftsteller († 1948)

- 9. September: Mary Hunter Austin, US-amerikanische Schriftstellerin und Dramatikerin († 1934)
- 18. Oktober: Ernst Didring, schwedischer Schriftsteller († 1931)
- 24. Oktober: Alexandra David-Néel, französische Reiseschriftstellerin († 1969)
- 19. Dezember: Eleanor Hodgman Porter, US-amerikanische Kinder- und Jugendbuchautorin († 1920)

## Gestorben

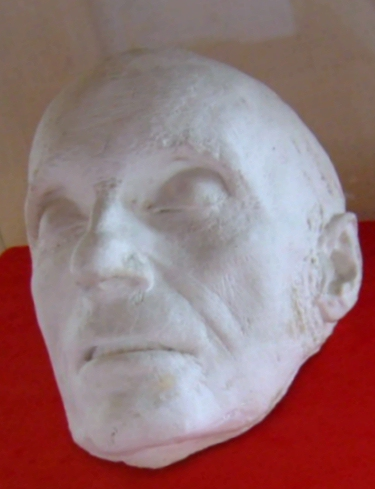
Totenmaske Adalbert Stifter, abgenommen von Josef Rint

- 28. Jänner: Adalbert Stifter, österreichischer Schriftsteller, Maler und Pädagoge (* 1805)
- 1. Februar: Gustav Eduard Benseler, deutscher Altphilologe und Lexikograf (* 1806)
- 22. Februar: Emmanuele Antonio Cicogna, venezianischer Sekretär und Büchersammler (* 1789)

- 30. Juli: Michael Tompa, ungarischer Dichter (* 1819)
- 3. August: Ludwig von Alvensleben, deutscher Schriftsteller (* 1800)
- 25. August: Charlotte Birch-Pfeiffer, deutsche Schauspielerin und Schriftstellerin (* 1800)
- 25. August: Jacob van Lennep, niederländischer Schriftsteller (* 1802)

- 13. Oktober: Tachibana Akemi, japanischer Dichter (* 1812)
- 30. November: August Theodor Blanche, schwedischer Schriftsteller (* 1811)